# David Carver
David Francis Carver (Wickersley, 16 aprile 1944) è un ex calciatore inglese, di ruolo difensore.

## Carriera
Esordisce tra i professionisti nel 1962, all'età di 19 anni, con il Rotherham Utd, club della seconda divisione inglese; rimane ai Millers per quattro stagioni consecutive, tutte disputate in questa categoria, nella quale gioca in totale 82 partite; si trasferisce quindi ai gallesi del Cardiff City, a loro volta militanti nella seconda divisione inglese: rimane ai Bluebirds per sette stagioni consecutive (intervallate da un breve prestito allo Swansea City nel 1972, durante il quale gioca 3 partite in terza divisione), segnando in totale una rete (che resterà tra l'altro anche la sua unica in carriera in campionati professionistici) in 210 partite di campionato, tutte in seconda divisione. Vince inoltre quattro edizioni consecutive della Coppa del Galles, nelle stagioni 1967-1968, 1968-1969, 1969-1970 e 1970-1971, partecipando così anche a varie edizioni della Coppa delle Coppe (3 presenze nella Coppa delle Coppe 1967-1968, 4 presenze nella Coppa delle Coppe 1969-1970 e 6 presenze nella Coppa delle Coppe 1970-1971). Si ritira poi nel 1976, all'età di 33 anni, dopo ulteriori due stagioni trascorse giocando da professionista nella quarta divisione inglese, rispettivamente con le maglie di Hereford Utd (14 presenze nella stagione 1973-1974) e Doncaster (30 presenze nella stagione 1974-1975), ed una stagione con i semiprofessionisti del Retford Town.
In carriera ha totalizzato complessivamente 339 presenze (292 delle quali in seconda divisione) ed una rete nei campionati della Football League.

## Palmarès

### Club

#### Competizioni nazionali
- Coppa del Galles: 4

Cardiff City: 1967-1968, 1968-1969, 1969-1970, 1970-1971